# Лаврук Павло
Лаврук Павло (1861, село Вербіж Вижній, або 1865, Іспас (тепер село Спас Коломийського району — 1942?) — український галицький селянин з Іспаса, активний діяч Української радикальної партії (РУРП) на Коломийщині.

## З життєпису
Народився в селянській родині в селі Вербіж Вижній Коломийського повіту. Закінчив початкову школу. Одружився в 1888 році в Іспасі та надалі там займався хліборобством. Організатор січового руху. Обраний заступником посла до Австрійського парламенту о. Тита Войнаровського, хоча сам посол волів ним бачити д-ра Олександра Кульчицього — директора товариства «Покупський Союз» у Коломиї. У 1911-1918 роках — посол Австрійського парламенту від двомандатного округу № 56 Галичини (включав сільські громади судових повітів Печеніжин, Коломия, Жаб'є, Кути, Косів, Яблунів, Заболотів, Гвіздець, Отинія). Фракційне представництво: входив в Український радикальний клуб до 12 лютого 1913 року (розпуск), далі був в Українському союзі, з 8 листопада 1916 року ввійшов до Української парламентарної репрезентації (русинський радикал).
Посол до Галицького сойму (1913—1914 роках; у 10-му скликанні був обраний від IV курії від Косівського повіту (округ № 13), входив до складу «Українського соймового клубу»). Делегат Української Національної Ради ЗУНР в 1918-1919 роках.
Після Першої світової війни аґітував за співпрацю з польським урядом. Був виключений з УРП.